# Jardel (giocatore di calcio a 5)
Bruno Miguel de Almeida Lima Gomes Bernardo, meglio noto come Jardel (Lisbona, 9 novembre 1979), è un ex giocatore di calcio a 5 portoghese.

## Carriera
Pivot mancino dotato di grande forza fisica, inizia giocando a calcio nel settore giovanile del Mem Martins. A vent'anni viene tesserato dalla sezione calcettistica della medesima società, con cui realizza, nella stagione 2000-01 ben 83 reti nel campionato regionale. L'estate seguente si trasferisce al Real SC con la cui maglia segna 40 reti in Seconda Divisione. Nella stagione 2002-03 debutta in Prima Divisione con il Sassoeiros con il quale si trattiene per tre campionati prima di trasferirsi al Benfica con cui vince il suo primo trofeo cioè la Supercoppa portoghese del 2006. Dopo 18 mesi viene ceduto al Belenenses con cui vive le migliori stagioni della carriera: oltre alla vittoria di una Coppa del Portogallo, Jardel debutta nella nazionale portoghese e viene convocato per la Coppa del Mondo 2008. Tra il 2002 e il 2011 mette a segno complessivamente 252 reti in Prima Divisione. Nella stagione 2011-12 gioca in Serie A con il Real Rieti mentre nel biennio successivo si accorda con i lettoni del Nikars. Ritornato in patria, gioca per un anno e mezzo con l'Olivais prima di annunciare il ritiro. Nel dicembre del 2018 ritorna in campo con la Belenenses per aiutare la squadra a conseguire la salvezza.

## Palmarès
- Supercoppa portoghese: 1

Benfica: 2006
- Coppa del Portogallo: 2

Belenenses: 2006-07, 2009-10
- Campionato portoghese: 1

Benfica: 2006-07
- Campionato lettone: 2

Nikars: 2012-13, 2013-14
- Coppa della Lettonia: 1

Nikars: 2012-13
- Supercoppa della Lettonia: 1

Nikars: 2013